# トルレスタット
トルレスタット(Tolrestat)は、アルドースレダクターゼ阻害剤である。糖尿病の合併症コントロール用に承認されている。
いくつかの国で販売の承認を受けているが、アメリカ合衆国では、その毒性のために第III相臨床試験に合格せず、アメリカ食品医薬品局に承認されていない。肝臓に重大な毒性を持つリスクがあり死に至る可能性もあることから、ワイスは1997年に廃止を決めた。Alredaseの商標名で販売されていた。